# Chiesa di San Giacomo (Laives)
La chiesa di San Giacomo (in tedesco Sankt Jakob in der Au) è una chiesa cattolica situata a San Giacomo, frazione del comune di Laives in provincia di Bolzano; è sussidiaria dell'omonima parrocchiale di San Giacomo e fa parte della diocesi di Bolzano-Bressanone.

## Storia

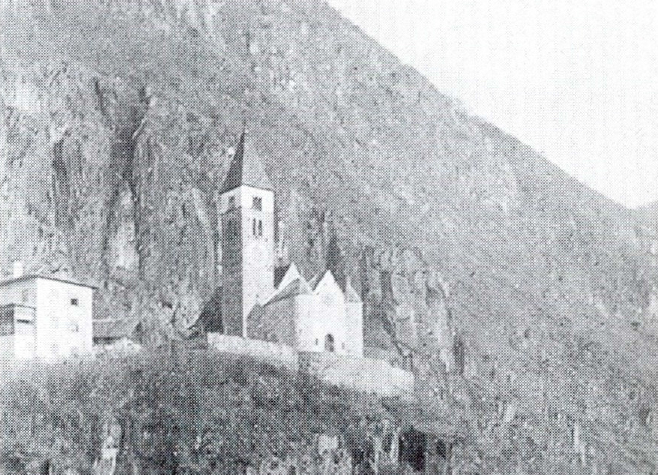
La chiesa come appariva tra il 1912 e il 1970 circa

La prima attestazione di questa chiesa, costruita non più tardi del XII secolo, è in un contratto stipulato il 20 ottobre 1237, quanto viene citata come ecclesiam sancti Jacobi de Cinte ("Cinte" o "Schinte" fu il nome del paese di San Giacomo sino al Seicento); la chiesa era dedicata principalmente a san Giacomo il Maggiore e cointestata a santa Barbara e a san Cristoforo. Nel 1242 i nobili Firmian di Sigmundskron detenevano su di essa il diritto di patronato.
L'edificio originale era una chiesa romanica a navata unica, con abside semicircolare e soffitto piano in legno; le pareti della navata e l'arco santo vennero affrescati verso il 1390, pitture che andarono in gran parte distrutte con i successivi ampliamenti della struttura. Verso il 1480 l'abside venne sostituita da un coro gotico poligonale con due finestre ogivali, e nell'ultimo ventennio del Quattrocento la chiesa venne dotata di un nuovo altare (consacrato nel 1483 da Giorgio Vink (vescovo titolare di Esbo, vicario del vescovo di Trento Giovanni Hinderbach) e nuovamente affrescata: risalgono al 1484 gli affreschi del coro e dell'intradosso dell'arco santo (opera di un pittore vicino per stile a quello che operò a San Vigilio al Virgolo), e nel 1495 un tal Siegmund Temperer fece dipingere un enorme san Cristoforo sulla facciata.
Tra il 1539 e 1542 la navata venne voltata in stile gotico, nascondendo il vecchio soffitto piano, e vennero aperte le due finestre ogivali sul lato meridionale, lavori che distrussero gran parte degli affreschi presenti; la chiesa dovette essere dotata di tre poderosi contrafforti sul fianco sud, per sostenere la pressione della nuova volta. Questi lavori furono affidati al capomastro Sigmund Schweizer di Appiano, che però morì in corso d'opera e venne sostituito da Jörg Kofler, uno scalpellino di Fiè. Nel 1555 venne installato l'orologio sul campanile; nel 1600-01 Santino Delai restaurò l'edificio, sostituendo le finestre e il tetto, e costruendo la sagrestia dietro al campanile; nel 1662 Giacomo Delai rifece nuovamente il tetto; nel 1687 Pietro Delai aprì tre finestre nella facciata, due rettangolari ai lati del portale e un oculo in alto al centro, con cornici realizzate da Jacob Grap di Tesimo. Nel 1764 vennero commissionate al bolzanino Anton Kuseth le stazioni della via Crucis, dipinte su pannelli di legno e andate perdute dopo la chiusura della chiesa negli anni 1950.
Sospesa verso il 1786 per le disposizioni giuseppine, venne riaperta in breve tempo per le proteste della popolazione. Pochi anni dopo la chiesa, già dipendente dalla parrocchia di Santa Maria Assunta di Bolzano, venne in seguito trasferita a quella di Laives (non senza malumori, dato che ad essa erano associate diverse rendite), e nel 1882, dopo che l'ennesima inondazione la separò dalla chiesa matrice, venne infine eretta ad espositura con un proprio sacerdote.
Nel 1904-12 la navata venne allungata verso ovest su progetto di Ferdinand Mungenast e direzione lavori di Hans Treffer: la facciata venne rifatta in stile storicista con due torrette laterali, recuperando il vecchio portale, e venne inserita una galleria in legno su progetto di Johann Senoner; l'affresco di san Cristoforo che campeggiava in facciata venne staccato e collocato sulla parete occidentale del museo civico di Bolzano. Eretta a parrocchiale nel 1943, venne sostituita nel 1953 dalla nuova chiesa omonima in paese; conseguentemente la chiesa vecchia venne chiusa e subì anche alcune spoliazioni. Nel 1970-71 l'ufficio antichità e belle arti di Bolzano ordinò la rimozione delle aggiunte di inizio secolo, riportando l'edificio alle dimensioni precedenti, e un restauro è seguito nel 1984-85; la chiesa è oggi usata principalmente per battesimi e matrimoni.

## Descrizione

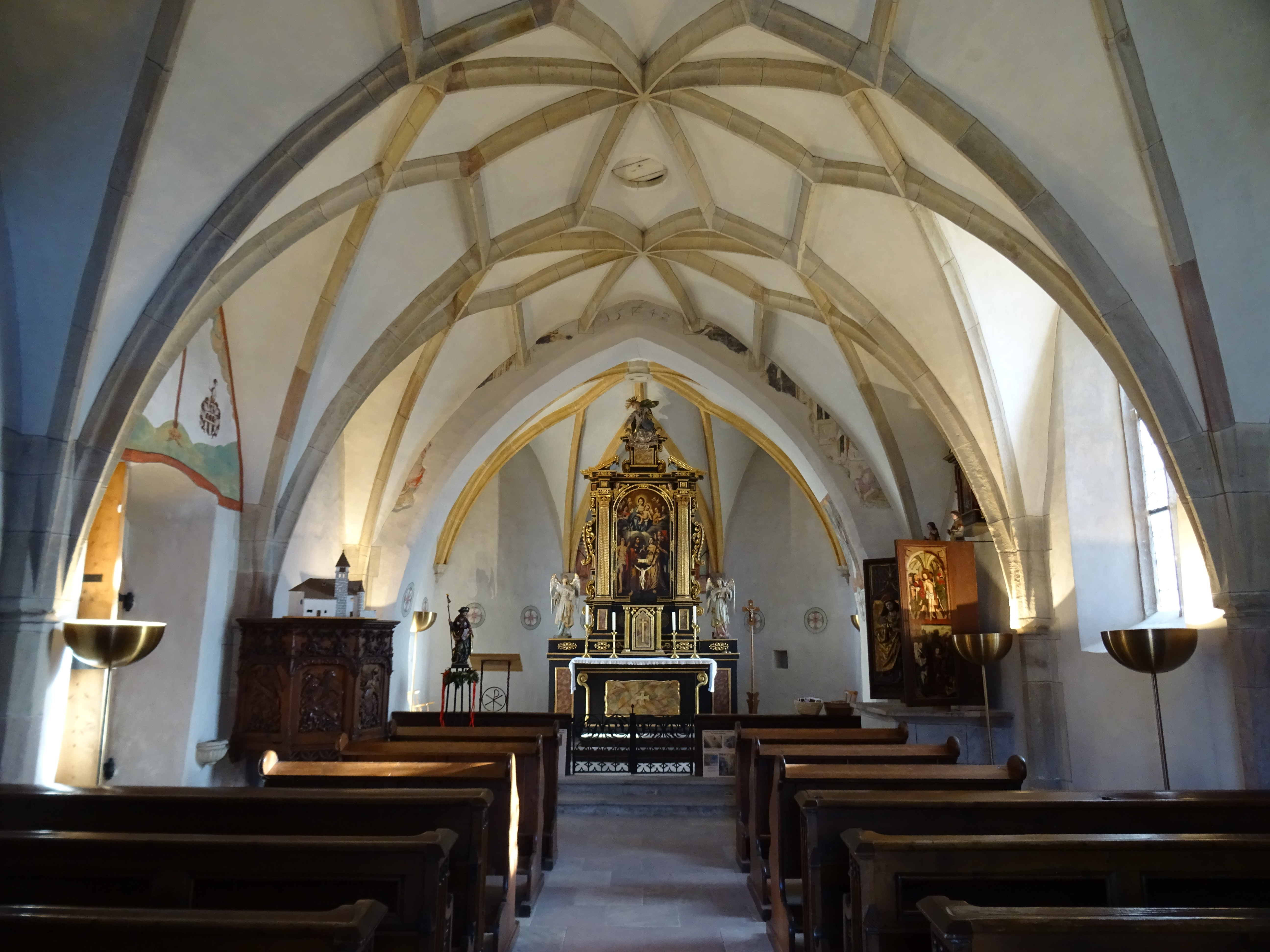
Interno

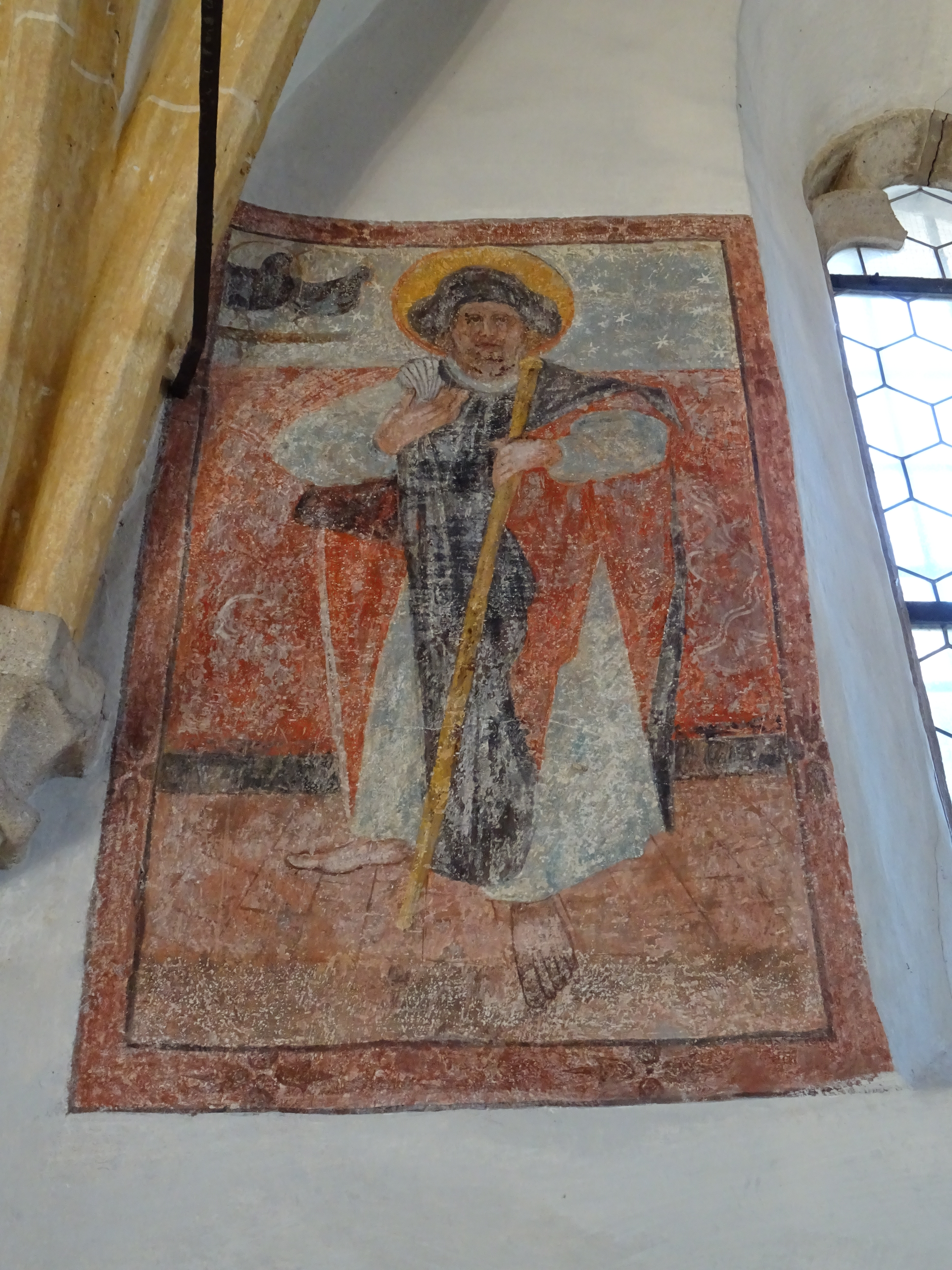
Affresco di san Giacomo il Maggiore dietro all'altare

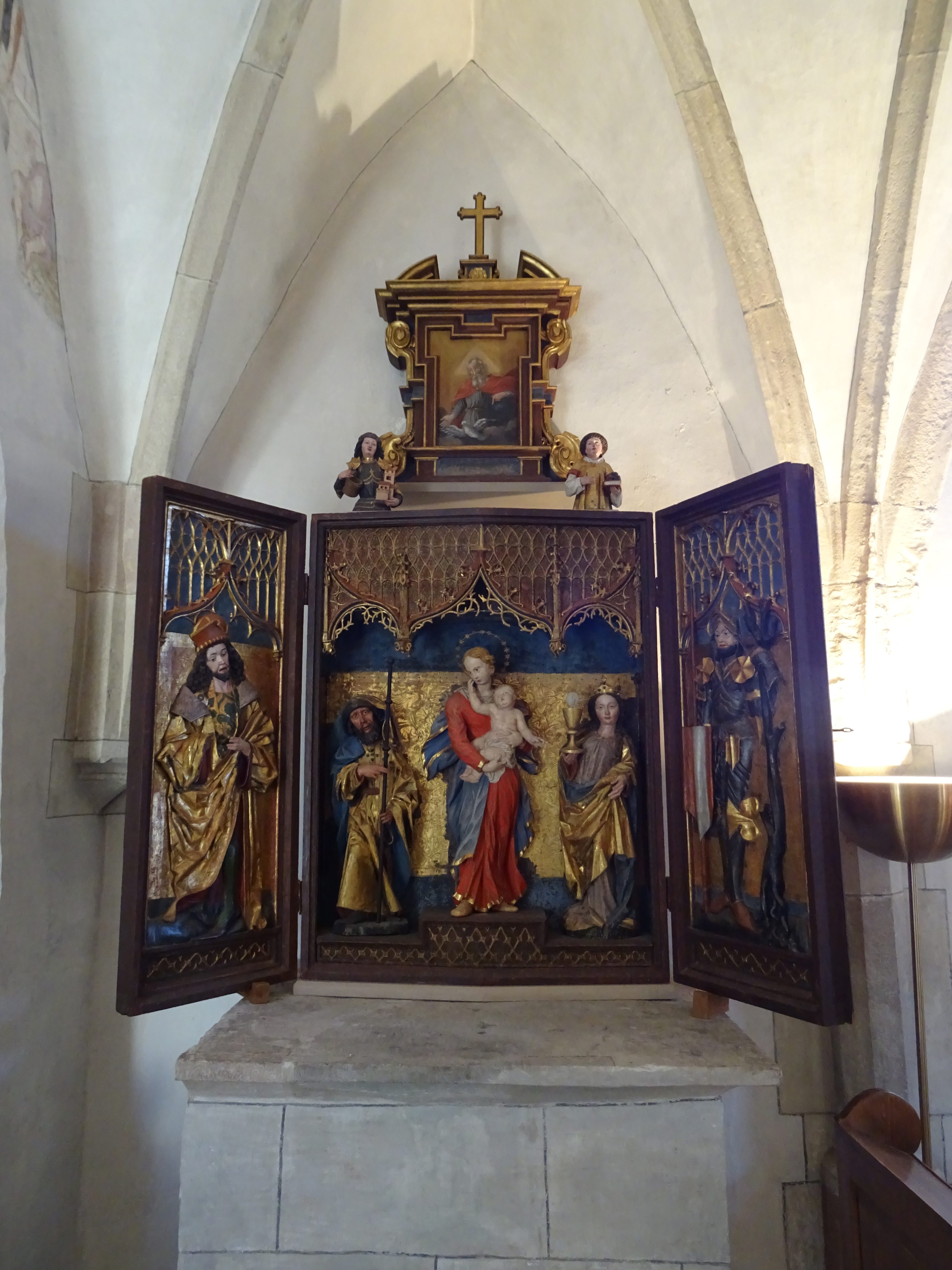
L'altare a portelle

### Esterno
La chiesa è situata su un terrazzo porfirico che sovrasta il paese di San Giacomo, ed era affiancata a sud da un piccolo cimitero (documentato nel Seicento). Nei pressi passava la strada che, fino a tutto il Medioevo, collegava Bolzano a Laives, evitando le paludi dell'Adige sottostanti; ad essa (più che al paese, che fino a fine Ottocento rimase di piccolissime dimensioni) si deve in effetti la fondazione della chiesa e la sua intitolazione a san Giacomo il Maggiore, dato che era una delle vie che conduceva a Santiago di Compostela, meta che proprio in quegli anni attirava numerosissimi pellegrini.
La chiesa si presenta con facciata a capanna dagli spioventi assai ripidi, aperta da un portale a sesto acuto risalente forse al 1542, incorniciato in arenaria con rilievi di foglie di quercia ai lati e di foglie di vite in cima; sopra al portale campeggia un oculo. Il fianco sinistro è occultato dal campanile e dalla sagrestia, mentre su quello destro è ritmato da tre contrafforti rampanti e aperto da due grandi finestre ogivali e da una piccola finestrella strombata (affacciata sul sottotetto e quindi invisibile dall'interno); vi si trovano anche i resti degradati di una meridiana dipinta nel 1580. 
Il campanile, interamente risalente alla struttura romanica fuorché per la guglia (una piramide in legno del 1803), è una torre a base quadrata con cella campanaria aperta da due ordini di finestre, bifore sotto e trifore sopra. La torre ospita quattro campane: tre fuse nel 1968 da Paolo Capanni, e una realizzata a Innsbruck nel 2016. L'orologio è del 1555, commissionato al maestro Benedict Laneaus Stubach della Stubaital da un tal Lucas Lebald.

### Interno

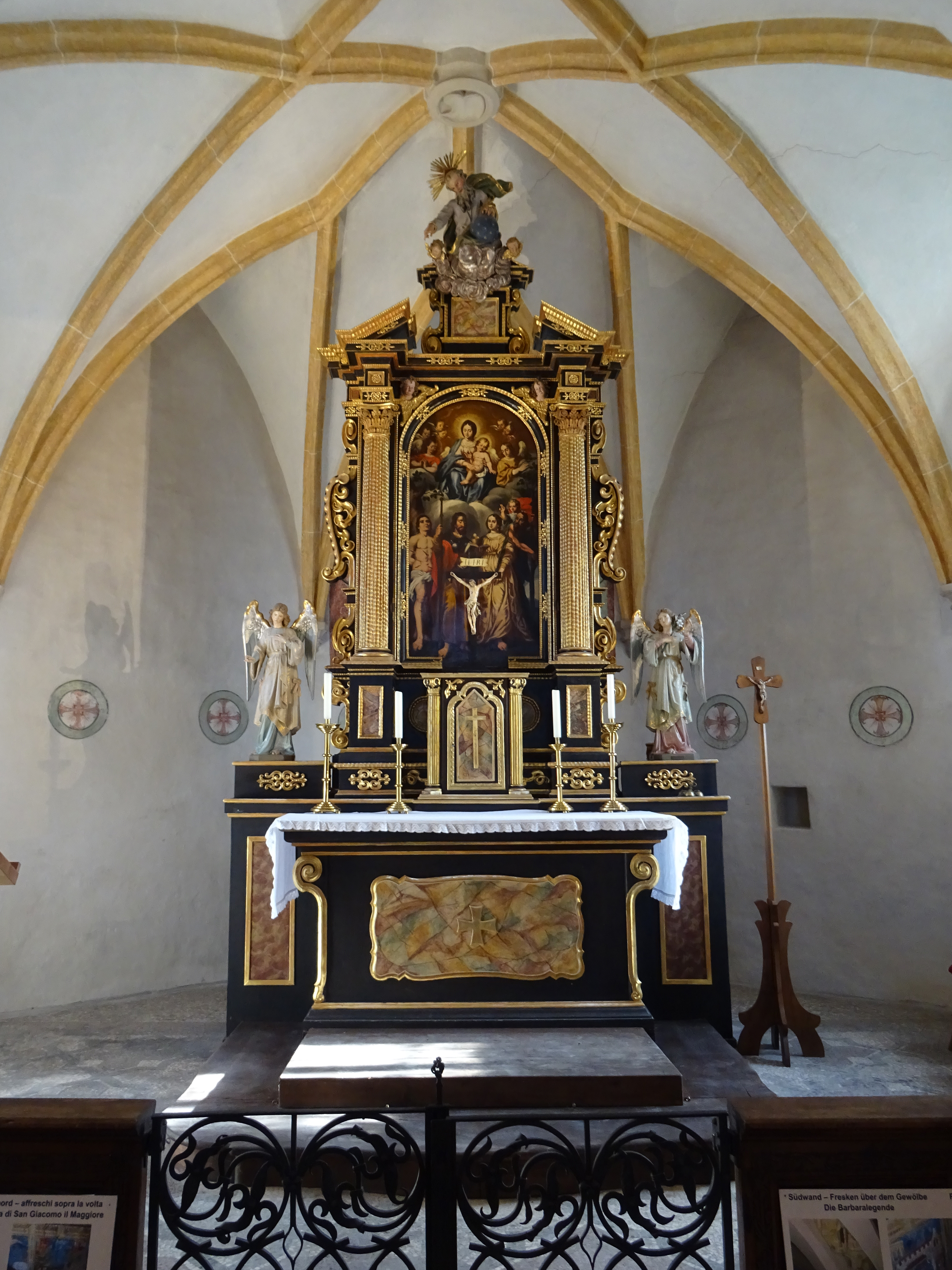
L'altare maggiore

L'interno è a navata unica, conclusa dal coro semiesagonale, con la volta cinquecentesca poggiante sulle murature romaniche e realizzata a nido d'ape, con costoloni sorretti da pilastri poligonali. Sul fianco sinistro della navata si aprono due portali, uno che conduce a un basso ambiente voltato che è alla base del campanile, l'altro all'avancorpo addossato sul lato settentrionale.
Nella parete di fondo del coro vi sono gli affreschi di san Giacomo il Maggiore (a sinistra, con il bastone da pellegrino e due polli, in riferimento ad una leggenda su Compostela) e di san Giacomo il Minore (a destra, con il bastone da follatore con cui sarebbe stato martirizzato); questi, come pure il sant'Antonio Abate sull'intradosso dell'arco santo, risalgono al 1484, forse con successive modifiche. Sulla parete nord della navata sono presenti due affreschi del 1601: un Crocifisso sopra al portale laterale, con gli stemmi del prevosto Christoph Rottenpuecher (a sinistra) e del giudice Hans Ulrich Huter-Wangen (a destra), e lo stemma dei Khuen-Belasi-Niederthor sopra al pulpito neogotico (quest'ultimo, con rilievi dei quattro evangelisti, opera di Johann Senoner del 1912). Nella sagrestia sono visibili un affresco frammentario di santa Barbara di inizio Cinquecento (o di san Nicolò di inizio Seicento) sulla parete est del campanile, e un disegno preparatorio per un'Annunciazione trecentesco sopra al portale che dà sulla navata. Nel Trecento la chiesa venne ornata da un ciclo di affreschi, in gran parte distrutto con la costruzione della volta gotica: di queste immagini sopravvivono alcuni lacerti sull'arco santo, e diversi riquadri in stato di conservazione più o meno buono posti sopra al livello della volta (nel sottotetto, e quindi invisibili a chi entra in chiesa): si tratta di sei scene sulla parete nord, con episodi della storia di san Giacomo e del mago Ermogene (dalla Legenda Aurea), e altrettanti sulla parete sud, con episodi della Vita di santa Barbara. 
L'altare maggiore, risalente al 1670, è considerato uno dei capolavori di Oswald Krad, assieme a quello della chiesa di Santa Maddalena sopra Bolzano: è in stile barocco, con colonne laterali e frontone triangolare, e contiene una pala di Johann Franz von Teutenhofen raffigurante i santi Sebastiano, Giacomo, Barbara e Cristoforo; sulla cima si trova una scultura di Dio Padre, aggiunta da Christof Rief nel 1763. In cornu epistolae, collocato su una mensa in mattoni, si trova l'antico altare a portelle, opera del maestro Narciso da Bolzano che per un po' di tempo è stato trasferito nella parrocchiale moderna: restaurato a inizio Seicento da André Solpach, e poi rimaneggiato e parzialmente ridipinto nel 1687 da Martin Kerscher e Johann Starkl, ospita le sculture della Madonna con Bambino (aggiunta nel 1670) con i santi Giacomo e Barbara (al centro), i bassorilievi dei santi Stefano (a sinistra) e Acacio (a destra) all'interno delle portelle, e quattro scene della Passione dipinte all'esterno delle portelle: la preghiera nell'orto degli ulivi e l'incoronazione di spine a sinistra, la flagellazione e la salita al Calvario a destra. Sopra all'altare sono collocati due piccoli mezzibusti dei santi Lorenzo e Floriano (prima forse inseriti nel paliotto, rimosso nel 1670).